# قائمة مجامع اللغة العربية

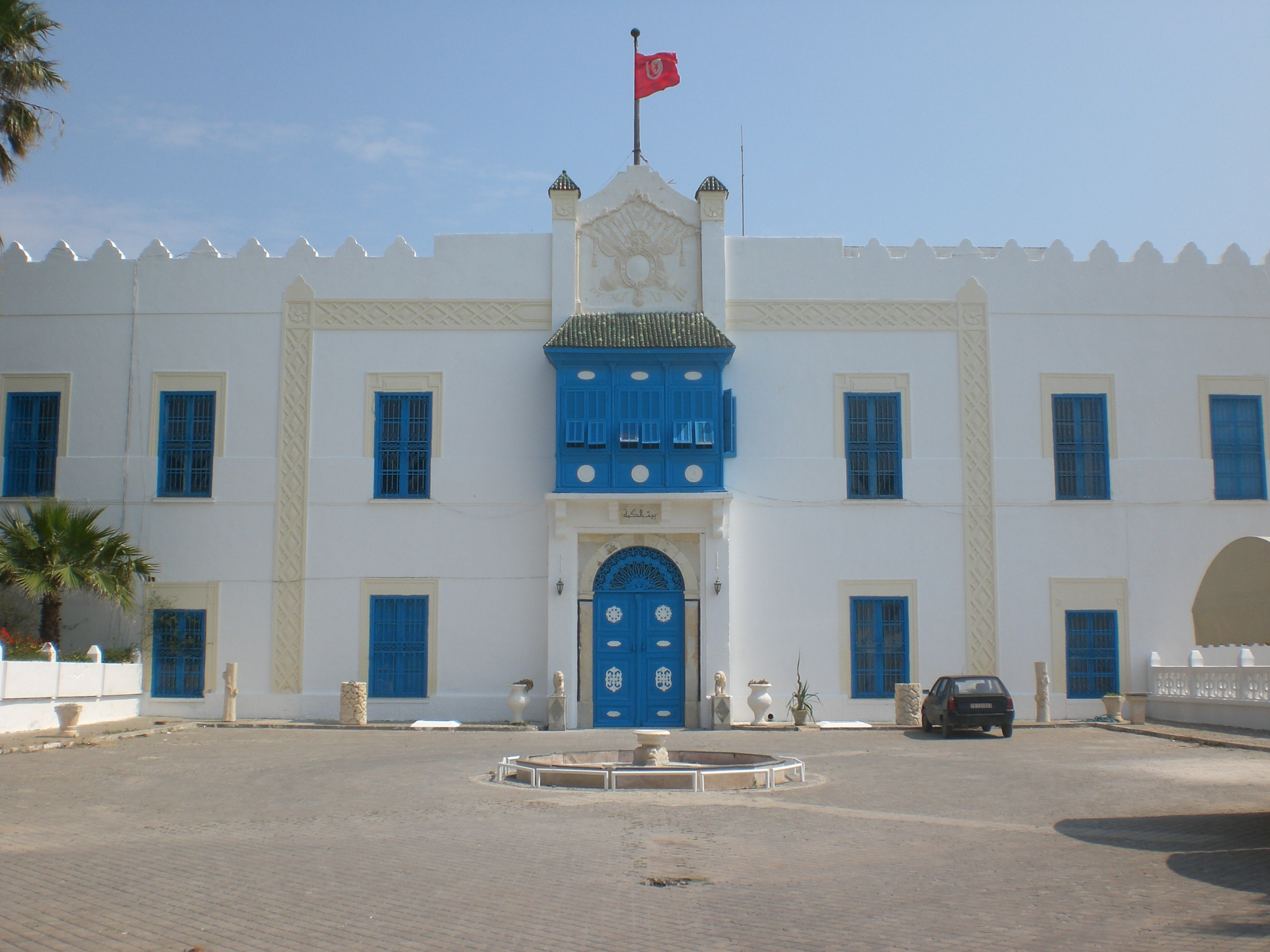
مدخل مؤسسة بيت الحكمة في تونس

المجامع اللغوية العربية هي مؤسسات علمية بحثية تعنى بالمصطلح، وشؤون التعريب واللغة في جميع مجالات المعرفة الإنسانية. درج بعض الباحثين في نشأة مجامع اللغة على محاولة الرجوع بأصولها إلى المجامع العلمية في المشرق القديم، بل حاولوا تقصِّي جذورها منذ نشأة التاريخ البشري. وذهب آخرون إلى الحديث عن مجالس سقراط وأفلاطون المعروفة باسم أكاديموس نسبة إلى البطل الأسطوري اليوناني الذي كان يعتبر حامي أثينا. وتعكس تلك المجالس القديمة والمجامع العلمية مظاهر العناية التي توليها الشعوب منذ القديم لنقل العلوم والمعارف والحضارات إلى لغاتها وذلك لتحقيق النهضة والتقدم وتشجيع الإبداع والتأليف.

محمد كرد علي منشئ أول مجمع لغوي-دمشق 1919

ولعلّ الأقرب إلى الواقع أن ننظر إلى مجامع اللغة من خلال المراحل اللغوية والفكرية التي تمر بها الشعوب خلال نهضتها وما يحصل من تماسّ بين لغتها ولغات الأمم الأخرى بكل ما وصلت إليه من تطور فكري في العلوم والآداب والفنون. ذلك ما حصل بالنسبة للعرب المسلمين حين خرجوا من جزيرتهم في سبيل نشر الدعوة الإسلامية، فنشأت عن ذلك أوضاع جديدة أمام اللغة العربية، وكان عليها أن تواجه منذ عهد مبكر قضايا متعددة سواء فيما يتصل بتعريب مؤسسات الدولة، أو نقل العلوم والمعارف، أو حتى تعليم اللغة العربية نفسها. ويمكن اعتبار المحاولات الأولى لإقامة مؤسسات تواجه هذه المتطلبات الجديدة أقدم نواة لمجامعنا اللغوية. وأقدم هذه المؤسسات في تاريخنا هي لجنة الترجمة التي أنشأها الأمير الأموي خالد بن يزيد بن معاوية بن أبي سفيان (ت 85هـ) في دمشق، وذلك لترجمة الكتب الكيميائية ونحوها من اليونانية إلى العربية. وقد لاقت فكرة هذه المؤسسة رواجًا في العهود الإسلامية اللاحقة، فإذا بالخلفاء يولون الترجمة والنقل عناية فائقة، مثلما فعل الخليفة العباسي المنصور، وهارون الرشيد الذي وضع أسس بيت الحكمة، هذه المؤسسة التي وصلت إلى ذروة ازدهارها في عصر المأمون.

## خلفية تاريخية
شهد النصف الأول من القرن العشرين، نهضة كبرى في الاهتمام باللغة العربية، وإنشاء المجامع اللغوية العلمية في العديد من الدول العربية، أقدمها هو مجمع دمشق عام 1919 ثم مجمع القاهرة 1932، تلاه مجمع بغداد 1947، ثم باقي الدول العربية، فكان لا بد من تعاون المجامع الـ3 من أجل إنشاء كيان يجمع تلك المجامع اللغوية وتنظيم الاتصال وتنسيق الأعمال بينها، فتم تأسيس اتحاد المجامع اللغوية العلمية العربية عام 1971 برئاسة الدكتور طه حسين عميد الأدب العربي.  عقد مؤتمر المجامع اللغوية العلمية العربية في دمشق خلال عام 1956 بإشراف الإدارة الثقافية في جامعة الدول العربية، وأسفرت بحوث المؤتمر ومناقشاته عن توصيات مهمة ترمي إلى تحقيق نهضة لغوية شاملة، وأُدرجت هذه التوصيات في 5 أقسام أساسية وهي:
- الأول: تأسيس اتحاد للمجامع اللغوية العلمية العربية لتنظيم الاتصال بينها وينسق أعمالها، ويكون المرجع الذي يوحد المصطلحات التي تضعها المجامع والمؤسسات العلمية والعلماء.[1]
- الثاني: وسائل ترقية اللغة العربية.
- الثالث: تشجيع التأليف والترجمة.
- الرابع: وضع المصطلحات العلمية.
- الخامس: تحقيق المخطوطات ونشرها.

وفى عام 1971 تم تأسيس اتحاد المجامع اللغوية العلمية العربية، إذ اقترح فيها تشكيل لجنة تتألف من عضوية كل مجمع لغوي في القاهرة وبغداد ودمشق، لوضع نظام هذا الاتحاد، واجتمعت اللجنة بالدكتور طه حسين، وتم وضع النظام الأساسي والداخلي للاتحاد، وانتخب الدكتور طه حسين رئيس مجمع القاهرة رئيساً للاتحاد، والدكتور إبراهيم مدكور أميناً عاماً للاتحاد، والدكتور أحمد عبد الستار الجواري عن مجمع بغداد، والدكتور عدنان الخطيب عن مجمع دمشق أمينين عامين مساعدين.
عام 2022 تم تأسيس مجمع اللغة العربية في لبنان وعلى رأسه د. ساره ضاهر.

## قائمة المجامع
| #  | الاسم                                  | الدولة    | التأسيس | الشعار |
| -- | -------------------------------------- | --------- | ------- | ------ |
| 1  | مجمع اللغة العربية بدمشق               | سوريا     | 1919    |        |
| 2  | المجمع العلمي اللبناني                 | لبنان     | 1928    |        |
| 3  | مجمع اللغة العربية بالقاهرة            | مصر       | 1932    |        |
| 4  | المجمع العلمي العراقي                  | العراق    | 1947    |        |
| 5  | المجمع الجزائري للغة العربية           | الجزائر   | 1986    |        |
| 6  | مكتب تنسيق التعريب                     | المغرب    | 1961    |        |
| 7  | مجمع اللغة العربية الأردني             | الأردن    | 1976    |        |
| 8  | مؤسسة بيت الحكمة                       | تونس      | 1983    |        |
| 9  | مجمع اللغة العربية بالخرطوم            | السودان   | 1993    |        |
| 10 | مجمع اللغة العربية الفلسطيني           | فلسطين    | 1994    |        |
| 11 | مجمع اللغة العربية الليبي              | ليبيا     | 1994    |        |
| 12 | المجلس الأعلى للغة العربية             | الجزائر   | 1996    |        |
| 13 | مجمع اللغة العربية في حيفا             | إسرائيل   | 2007    |        |
| 14 | مجمع العربية السعيدة                   | اليمن     | 2011    |        |
| 15 | مجمع اللغة العربية الافتراضي           | السعودية  | 2012    |        |
| 16 | مجمع اللغة العربية على الشبكة العالمية | السعودية  | 2012    |        |
| 17 | المجمع العلمي اللغوي اليمني            | اليمن     | 2013    |        |
| 18 | مجلس اللسان العربي                     | موريتانيا | 2017    |        |
| 19 | مجمع الملك سلمان العالمي للغة العربية  | السعودية  | 2020    |        |

## وصلات خارجية
- ريما سعد الجرف. دور الجامعات في عملية التعريب.